# رياضة المحركات الآلية
رياضة المحركات الآلية (بالإنجليزية: Motorsport)‏ هي مجموعة من الأحداث التنافسية التي تنطوي على استخدام المركبات الآلية ، سواء لمنافسات السباق أو غير السباق. تشمل سباقات مثل سباق الدراجات النارية والسباقات على الطرق الوعرة مثل موتوكروس.

## السباقات
رياضات المحركات الآلية التي تتضمن متنافسين يتسابقون ضد بعضهم تشمل:
- سباق سيارات
- راليات
- سباق الدراجات النارية
- كارتينغ
- حوامة
- زلاقة الجليد الآلية